# Aspidoscelis xanthonota
Espèce
Synonymes
- Cnemidophorus xanthonotus Duellman & Lowe, 1953
- Cnemidophorus burti xanthonotus Duellman & Lowe, 1953
- Aspidoscelis burti xanthonota (Duellman & Lowe, 1953)

Statut de conservation UICN

 LC  : Préoccupation mineure
Aspidoscelis xanthonota est une espèce de sauriens de la famille des Teiidae.

## Répartition
Cette espèce est endémique d'Arizona aux États-Unis.

## Publication originale
- Duellman & Lowe, 1953 : A new lizard of the genus Cnemidophorus from Arizona. Natural History Miscellanea, vol. 120, p. 1-8.